# Krupa na Vrbasu
Krupa na Vrbasu (srbsky Крупа на Врбасу) je vesnice v severní části Bosny a Hercegoviny, administrativně součást Republiky srbské. Spadá pod město Banja Luka. V roce 2013 zde žilo 1 199 obyvatel, kteří byli především srbské národnosti.
Obec se nachází v údolí řeky Vrbas, severně od Grebenské soutěsky. Do roku 1963 byla součástí samostatné opštiny, poté byla připojena k městu Banja Luka. V obci se nachází pravoslavný klášter, turistickými atrakcemi jsou místní kaskády a mlýnky na potoce, který se vlévá do řeky Vrbasu, případně nedaleká zřícenina Greben Grad.